# Гора Лепёхина
Гора Лепёхина — вершина Северного Урала высотой в 1330 метров, входит в состав Главного Уральского Хребта.

## Географическое положение
Гора Лепёхина расположена на границе Североуральского городского округа Свердловской области и Красновишерского городского округа Пермского края, в составе Главного Уральского Хребта, в 4 километрах к северу от горы Гумбольдта. Гора высотой в 1330 метров.

## История
Гора названа в 2001 году в честь академика И. И. Лепёхина (1740—1802).

## Описание
Зона леса (до 800 метров) покрыта пихтово-еловыми лесами с кедром, выше — луговая и тундровая растительность, каменные россыпи и скальные выходы.